# Eucaterva
Eucaterva là một chi bướm đêm thuộc họ Geometridae.

## Các loài
- Eucaterva bonniwelli Cassino & Swett, 1922
- Eucaterva variaria Grote, 1882